# Ангулемский замок

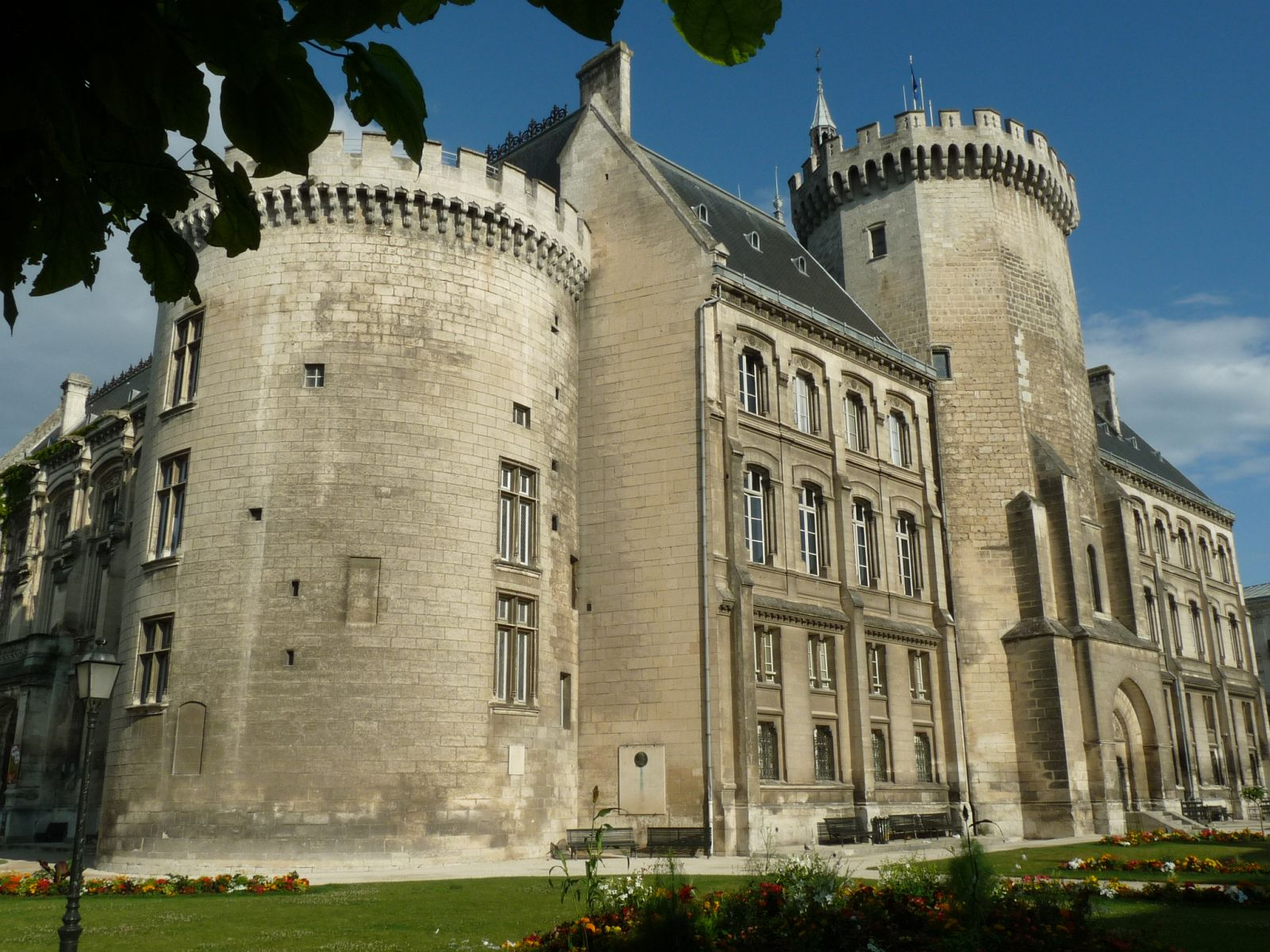
Замок Ангулем

Ангулемский замок (фр. Château d'Angoulême) — замок в городе Ангулем в департаменте Шаранта. Единственные сохранившиеся его части — крепость-донжон Лузиньяна и башня Валуа. В XIX веке к ним была пристроена ратуша в неоготическом стиле с элементами Ренессанса и классицизма, сегодня — мэрия Ангулема (фр. Hôtel de ville d'Angoulême).
Скалистый выступ, возвышающийся над реками Шаранта и Ангиен (фр.) являлся стратегическим местом. Первая крепость с валом были построены ещё во времена Римской империи. Средневековый замок был основан в конце IX века.
В X—XIII веках графы Ангулемские укрепили и расширили город. Достроен замок был Гуго X де Лузиньяном в 1226 году. В 1308 году после смерти Ги I де Лузиньяна графство Ангулем вошло в состав домена французской короны. В 1366—1370 годах Ангулемский замок наряду с замком Коньяк был главной резиденцией Чёрного Принца.
В 1394 году владельцем замка стал Людовик Орлеанский, а после по наследству он перешёл его сыну Жану де Валуа, деду будущего короля Франциска I. В XVII веке замок стал резиденцией губернаторов Ангулема.
В 1840 году замок был выкуплен, и архитектор Поль Абади принялся за сооружение здания мэрии в 1856 году. Некоторые средневековые постройки были разобраны, но донжон Лузиньяна и башня Валуа были сохранены благодаря усилиям Общества археологии и истории Шаранты (фр.). Закончена ратуша была к 1869 году.
Средневековые части бывшего замка в 1929 году были внесены в список исторических памятников Франции, а весь комплекс ратуши — с 2013 года.

## Галерея

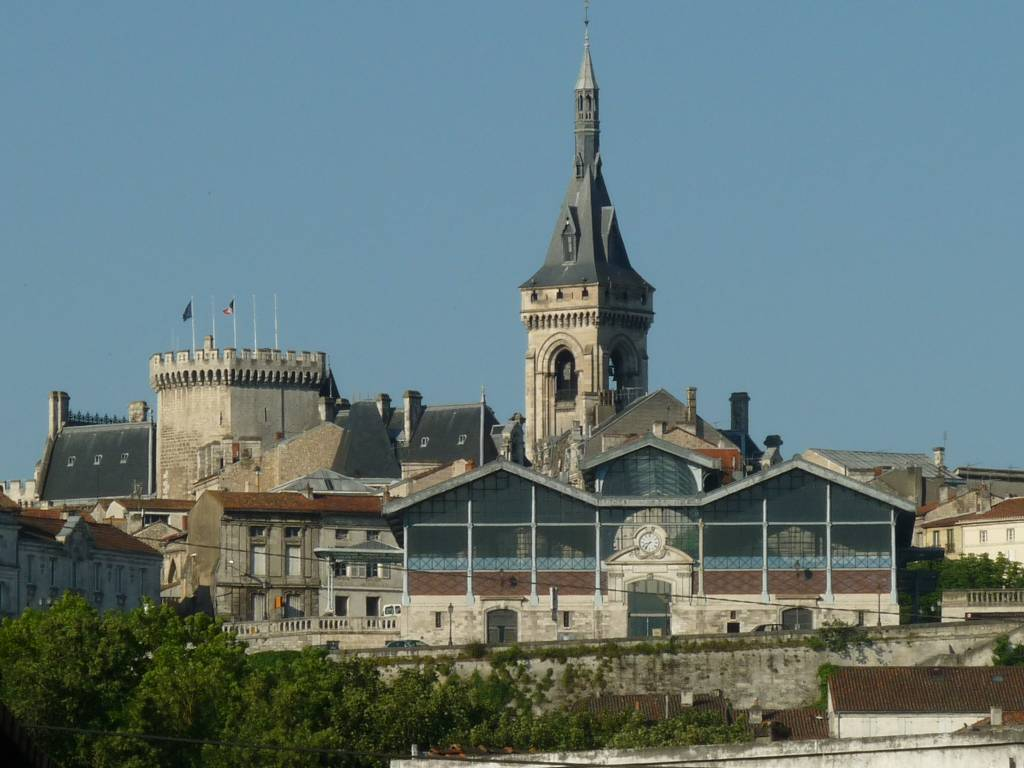
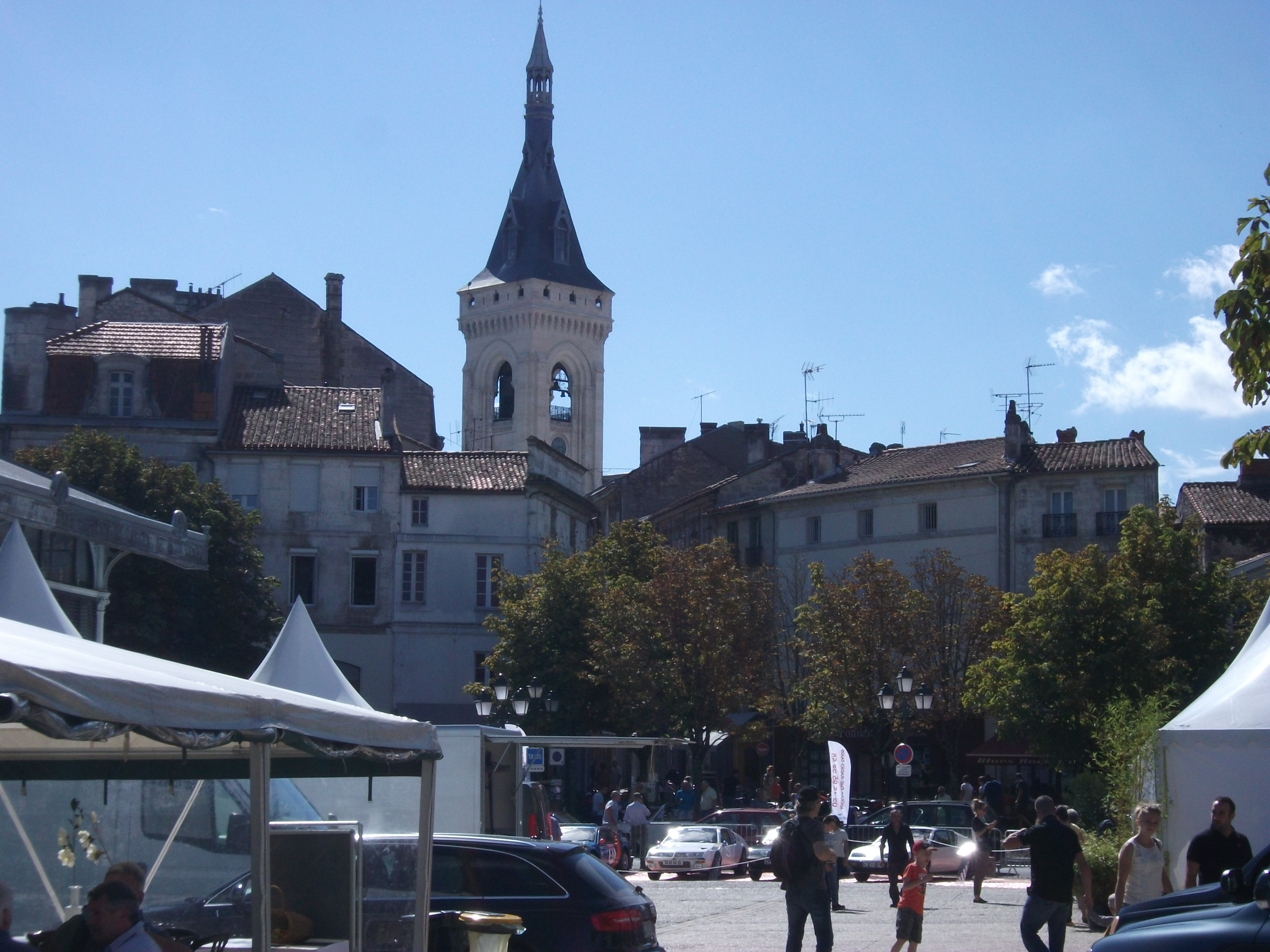
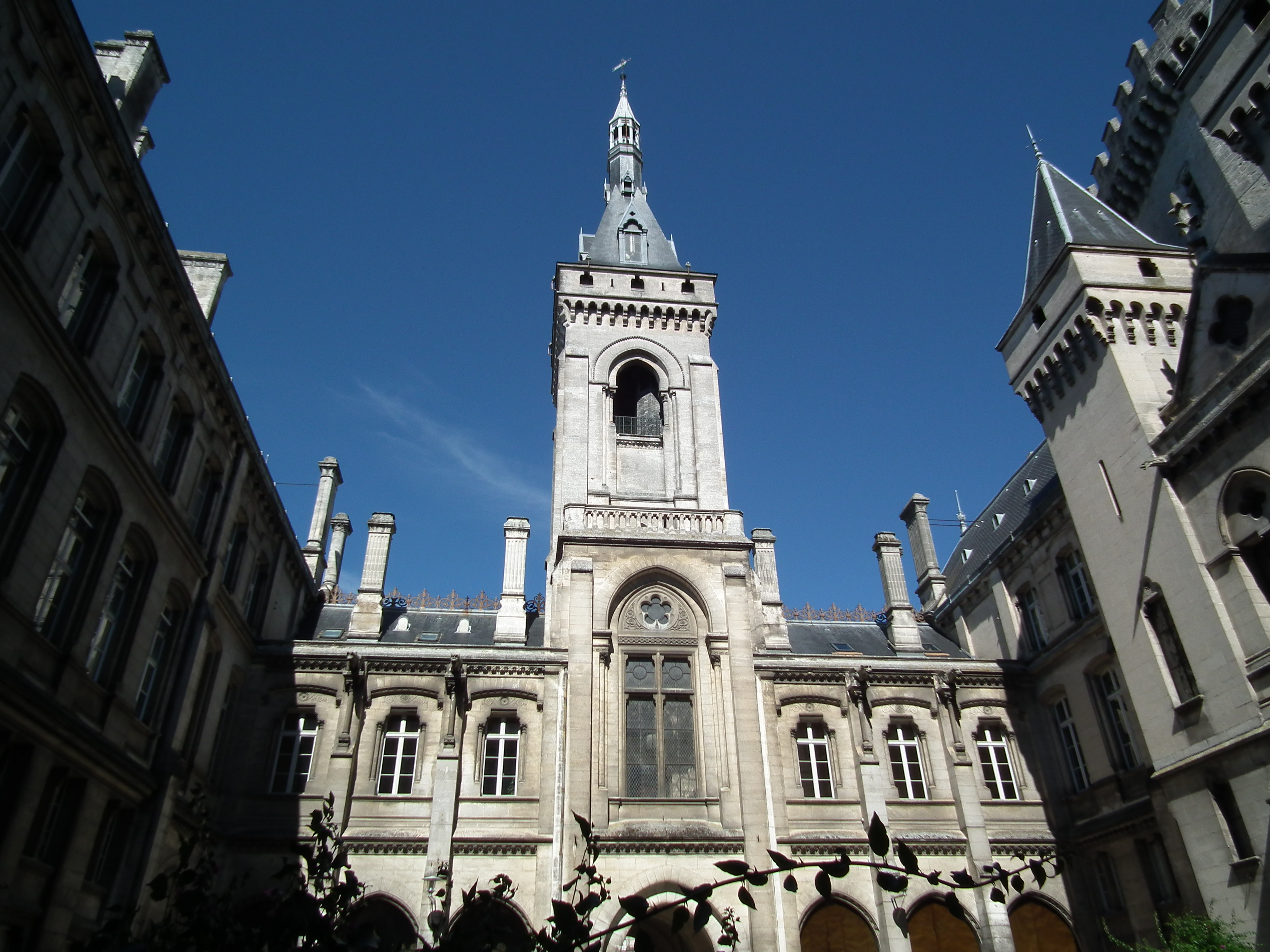
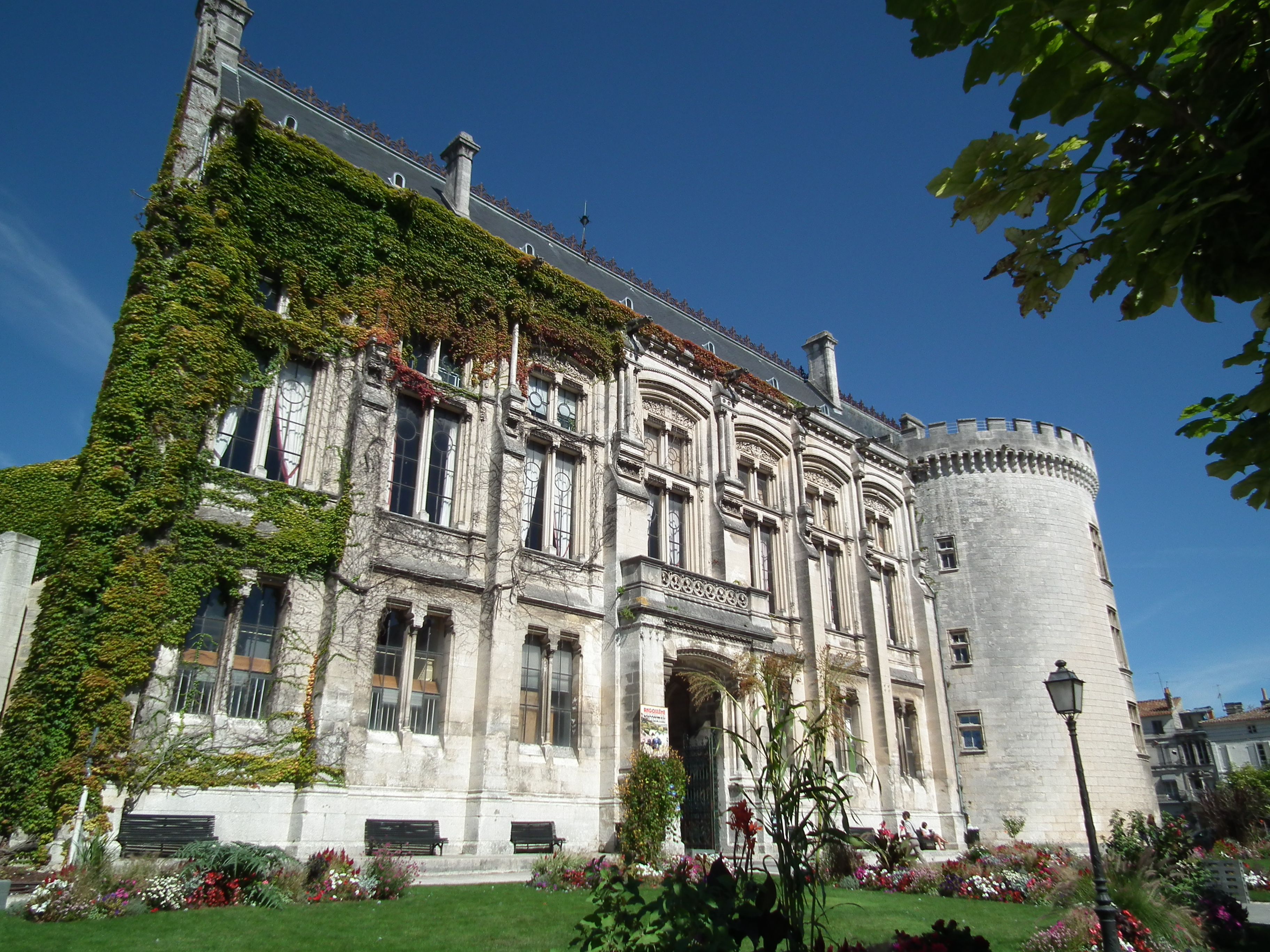